# Westfälische Drahtindustrie
Die Westfälische Drahtindustrie GmbH oder kurz WDI ist ein 1856 in Hamm gegründetes Unternehmen der Stahlindustrie mit Sitz Hamm in Westfalen. Die WDI wurde seit 1872 als Aktiengesellschaft geführt.

## Geschichte

### Von der Gründung 1856 bis zum Beitritt in den Verband des Krupp-Konzerns
1856 gründete Carl Hobrecker das Drahtwerk Hobrecker, Witte & Herbers in Hamm. Das 6 ha große Werksgelände lag direkt an der Köln-Mindener Eisenbahn und der Landstraße nach Unna und Dortmund im Westen Hamms. Das Drahtwerk war das erste europäische Werk, in dem man Dampfkraft zur Herstellung von Walzdraht einsetzte. 1872 wurde auf der Generalversammlung im Gasthof Zum Grafen von der Mark beschlossen, das Werk in „Aktiengesellschaft Westfälischer Draht-Industrie-Verein“ umzubenennen. Die Umbenennung erfolgte noch im gleichen Jahr – die Eintragung im Handelsregister datiert auf den 15. Dezember. In der Kölnischen Zeitung erschien ein Artikel, in dem die Berliner Handelsgesellschaft mitteilte, dass auf diese Weise „das größte Etablissement der Welt für die Fabrikation von Walzdraht, gezogenem Draht und Drahtnägeln“ entstehe.
Das Grundkapital der Aktiengesellschaft wurde in einem Prospekt der 1870er Jahre auf 2.000.000 Reichstaler beziffert, aufgeteilt in 10.000 Aktien zu je 200 Reichstalern. Bereits 1874 wurde trotz anfänglich schleppenden wirtschaftlichen Erfolgs in Riga ein Werk zur Drahtverfeinerung gegründet, das den Namen Westfälischer Draht-Industrie-Verein Abteilung Riga trug. Die Gründung zielte darauf ab, den russischen Markt zu bedienen, dessen große Nachfrage z. B. nach Telegrafendrähten genutzte werden sollte. Das Werk (später auch Rigaer Drahtindustrie genannt) ging jedoch mit Kriegsbeginn 1914 verloren. 1882 wurde zur Sicherung der Versorgung mit Rohmaterial noch ein Hütten- und Walzwerk in Dalsbruk (Finnland) gegründet, das sich jedoch nicht rentierte, da die Zollpolitik den Warentransport behinderte. Eine Stahldrahtseilerei entstand 1889; sie sollte den Schiffbau beliefern. Stacheldraht wurde vor allem in die Kolonien und nach Übersee verkauft. 1890 schließlich wechselte die Firmierung erneut. Von nun an trat das Unternehmen unter dem Namen Westfälische Drahtindustrie (Kurzbezeichnung WDI) auf.
1910 wurde Eduard Hobrecker – bislang Leiter des Stammwerkes – Vorstandsmitglied. Die ältere Firmengründung der Hobreckers, Gebrüder Hobrecker von 1820 in Hamm, wurde in die WDI übernommen.

### Im Verband des Krupp-Konzerns (1911–1951)

Aktie über 1000 RM der Westfälischen Drahtindustrie vom Dezember 1924

Im Jahr 1911 trat die WDI dem Verband des Krupp-Konzerns bei, blieb aber ein selbständiges Werk. Mit Beginn des Ersten Weltkrieges kam der Betrieb des Werkes in Hamm zum Erliegen. Durch Einberufungen der Mitarbeiter stand nicht genug Personal für die Aufrechterhaltung der Produktion zur Verfügung. Das Werk nahm wegen des hohen Bedarfs an Drähten für die Armee schon bald den Betrieb wieder auf und beschäftigte in der Folgezeit bis zu 600 Frauen. Noch während des Krieges wurde eine Anlegestelle dem Werk gegenüber am Datteln-Hamm-Kanal eingerichtet, um Kohle und Stahl aus dem Ruhrgebiet umschlagen zu können. 1918 kam es mit Kriegsende zum zeitweiligen Produktions- und Versandstillstand. Das Stammwerk Eduard Hobrecker wurde 1921 nach Umbauten am Bahnhof Hamm (Westfalen) unrentabel, da es seinen Eisenbahnanschluss verlor. Die WDI übernahm die vollständige Belegschaft und Teile der Maschinen. Durch diese Zusammenlegung verblieben nur noch zwei Großunternehmen der Drahtindustrie in Hamm. Die Firma Eduard Hobrecker wurde zunächst als Großhandelsunternehmen weitergeführt.
Inflation und Wirtschaftskrise führten zu einem erheblichen Personalabbau nach 1923, zeitgleich sank auch die Produktion. Trotzdem beteiligte sich die WDI 1929 an der Bau-Stahlgewebe Düsseldorf. Nach der Machtergreifung durch Hitler und die NSDAP kam es im Hinblick auf die anlaufende Kriegsvorbereitung zu einer leichten Konjunkturerholung bis zum Kriegsausbruch 1939.
Während des Krieges lieferte das Werk erneut kriegswichtige Produkte und wurde zusammen mit dem angrenzenden größten Rangierbahnhof des Deutschen Reiches zu einem häufigen Ziel für die alliierten Bombergeschwader. Sie trafen das Werk mit etwa 530 Sprengbomben unterschiedlicher Größe und einer unbekannten Anzahl von Brandbomben. Dies führte dazu, dass 1945 80 % der Gebäude auf dem Werksgelände zerstört und 50 % der technischen Anlagen unbrauchbar waren. Bereits im Frühjahr 1945 – noch vor der Kapitulation – begann der langsame Wiederaufbau.
Zwei Jahre nach der Kapitulation 1947 wurde bekannt, dass das Hammer Werk zur Demontage als Nummer 117 der Demontageliste vorgesehen war. Durch ein gemeinsames Vorgehen von Stadt, Vorstand, Betriebsrat sowie Kunden und Lieferanten konnte die Demontage abgewendet werden, so dass das Werk 1949 von der Demontageliste gestrichen wurde. Bereits 1951 wurde der Wiederaufbau des Werkes abgeschlossen. Die Produktionskapazität erreichte fast den Vorkriegsstand. Im gleichen Jahr lief auch der Vertrag mit dem Krupp-Konzern ab und das Werk schied aus dem Verband aus. Die engen Wirtschaftsbeziehungen mit dem Stahlwerk Rheinhausen blieben weiter bestehen.

### Letzte Jahre der Selbständigkeit (1951–1964)
1956 feierte man das hundertjährige Bestehen des Werkes Hamm. Neben einer Festschrift erhielt die Belegschaft eine Sondergratifikation. Der Aufschwung der jungen Bundesrepublik Deutschland, später Wirtschaftswunder genannt, trug auch die WDI. Im Jahr 1964 schied mit Walter Hobrecker der letzte Spross der Gründerfamilie aus dem Vorstand aus. Gleichzeitig übernahm die Friedrich Krupp Hüttenwerke AG die Aktienmehrheit. Dies führte zur Eingliederung in den Krupp-Konzern und beendete damit die rechtlich selbständige Stellung als Aktiengesellschaft.

### Krupp Hüttenwerke AG (1964–1978)
1969 übernahm das Unternehmen die Stammkapitalmehrheit (80 %) an der Westfälischen Betonstahlgitter GmbH in Hamm. Die WDI wurde 1972 mit der Klöckner Drahtindustrie (KDI) zur Vereinigten Drahtindustrie (VDI) – ab 1974 VDG – verschmolzen. Ursächlich hierfür waren Änderungen in den Eigentumsverhältnissen. Bereits 1978 änderte der Krupp-Konzern seine strategische Ausrichtung so, dass er seine Interessen im Bereich des Walzendrahtes aufgab. In der Folge übertrug Krupp die Anteile an der WDI auf die Klöckner-Werke AG, welche der WDI nun den Namen Klöckner Draht GmbH gab.

### Klöckner-Werke AG (1978–1987)
Das Werk fand in den wirtschaftlichen Überlegungen des neuen Konzerns keinen rechten Platz. Als die Klöckner-Werke AG in wirtschaftliche Schwierigkeiten geriet, wurde sogar ein Verkauf in Teilen an verschiedene Interessenten erwogen. Die Pläne, Teile der Werksflächen zur Errichtung eines Einkaufszentrums an die Landesentwicklungsgesellschaft zu veräußern, scheiterten ebenso wie ein Verkauf an die Voest Alpine. Schließlich wurde das Werk 1987 an drei Investoren verkauft.

### WDI, wieder selbständig (1987–heute)

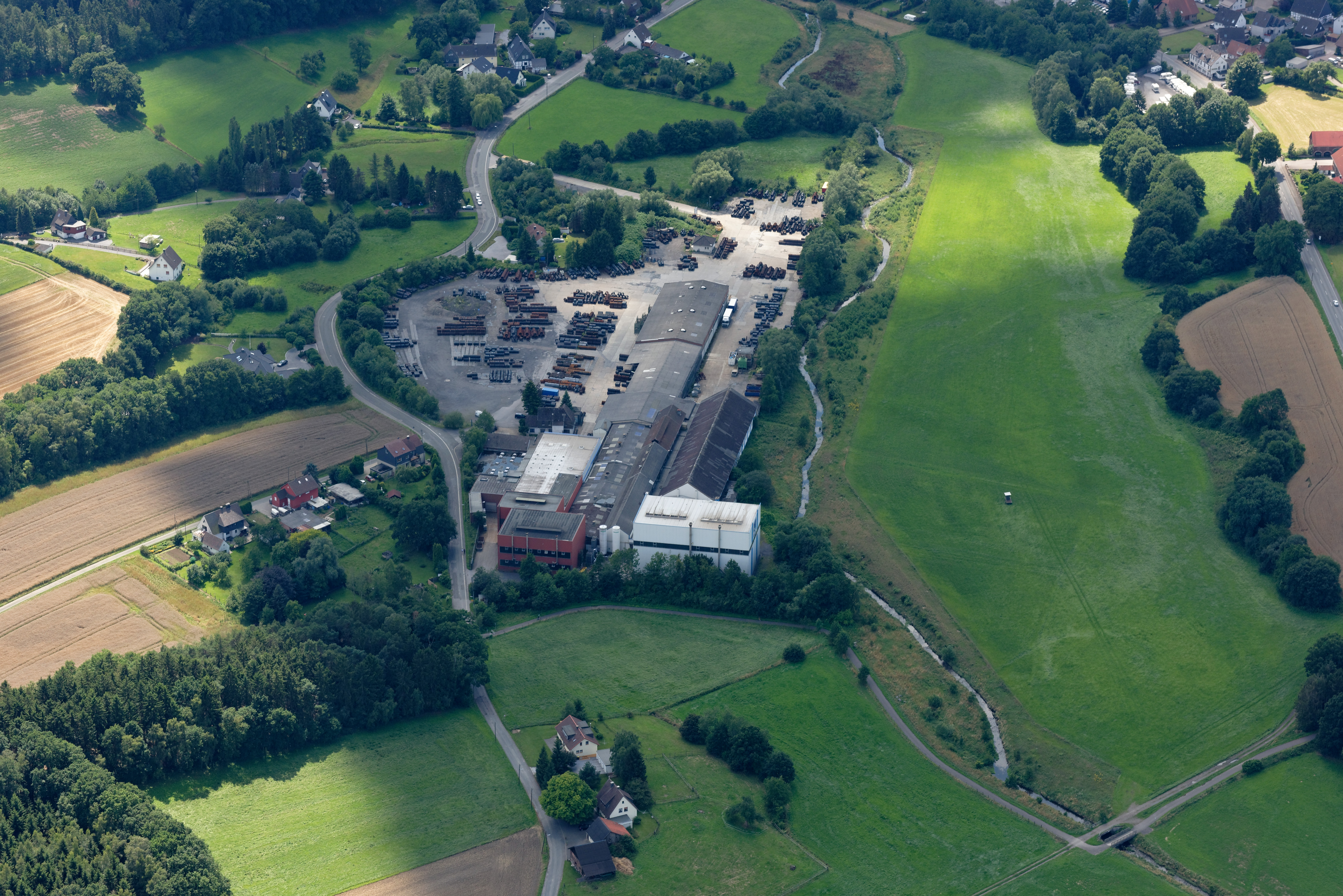
WDI-Standort Iserlohn-Kalthof

Die Investoren Grosse, Weiland und Pampus erwarben je ein Drittel der Anteile. Der Betrieb wurde nun wieder unter dem Namen WDI, Westfälische Drahtindustrie GmbH, als mittelständisches Unternehmen geführt. Der Gesellschafter Werner Pampus übernahm die Geschäftsführung. Wirtschaftlich ging es mit dem Unternehmen wieder bergauf, so dass es bereits 1988 die Edelstahlindustrie Möller in Schwerte erwarb. Dieser Schritt markierte den Einstieg der WDI in das Blankstahlgeschäft. 1991 folgt der Erwerb der Firma Wilhelm Klören in Hönnigen und 1992 die Übernahme der Draht- und Seilwerke in Rothenburg (Saale) aus dem DDR-Volkseigentum. Durch dieses Unternehmen erhielt die WDI die Standorte Staßfurt, Zwickau und Wurzen. Auch das Walz- und Ziehwerk Brotterode gehörte von nun an zum Konzern. Im gleichen Jahr übernahm die WDI noch die Baustahlgewebebetriebe in Salzgitter, Biebesheim und Büdelsdorf. 1993 wuchs der Konzern mit der Übernahme von Trefil Europe Kalthof (ehemals Schmerbeck & Kuhlmann) in Iserlohn weiter. Der Geschäftsführer Werner Pampus übernahm schließlich 1993 ein weiteres Drittel der WDI-Anteile und wurde so Mehrheitsgesellschafter. Als Vehikel für die Mehrheitsübernahmen nutzte er dabei seine Holdinggesellschaft PIB. Das letzte Drittel der Anteile ging an die Hamburger Stahlwerke GmbH, die heutige ArcelorMittal Hamburg GmbH. Weitere Übernahmen vergrößerten in der Folge den Konzern. Der Kauf der Drahtzieherei Gelsenkirchen erfolgte 1998. Im Jahr 2002 übernahm der Konzern Roth, Heck und Schwinn in Zweibrücken, 2003 die Nedri Industriedraht (ehemals Thyssen Draht) im Hamm und die Nedri Spanstaal in Venlo (nur anteilig) und letztlich 2005 noch die Freileitungsgesellschaft Berlin.

## WDI Heute
Der WDI-Konzern gliedert sich in die folgenden Produktbereiche:
| WDI Draht-Werke | WDI Blankstahl-Werke | WDI Baustahl-Werke | Python WDI Seile-Werke |
| --------------- | -------------------- | ------------------ | ---------------------- |
| Hamm            | Hamm                 | Salzgitter         | Dortmund               |
|                 | Schwerte             |                    | Syke                   |
| Brotterode      | Zweibrücken-Ixheim   | Rothenburg         |                        |
| Rothenburg      |                      |                    | Zwickau                |
| Altgandersheim  |                      |                    | Mississauga            |
| Iserlohn        |                      |                    |                        |
| Berlin          |                      |                    |                        |

Daneben besteht eine dreißigprozentige Beteiligung an der Nedri Spanstaal in Venlo und eine weitere Beteiligung an einem Werk in Mississauga.

## Marken
Die WDI vertreibt bzw. vertrieb ihre Produkte im Laufe der Zeit unter verschiedenen Namen. Bekannte Beispiele dafür sind Nirosta, Arostit, Karostit, Python, Karofil, Fegenicht und Secutronik. Ein weiteres Markenzeichen der WDI waren die Blitze des Warenzeichens Zeus.